# 한국여자농구연맹
한국여자농구연맹(韓國女子籠球聯盟, Women's Korean Basketball League, WKBL)은 대한민국의 여자 프로 농구를 관할하는 스포츠 행정 기구이다. 한국여자프로농구를 주관하고, 여자 농구 경기를 널리 보급하여 국민체력을 향상시키고 새로운 여가선용의 기회 제공함으로써 건전하고 명랑한 사회 분위기를 조성하고 아울러 우수한 여자 농구인을 양성하여 국위를 선양하고 국민체육문화발전에 이바지할 목적으로 설립된 대한민국 문화체육관광부 소관의 사단법인이다.

## 연혁
1997년 12월에 발족했고, 이듬해 여름 정규 리그를 개최한 것을 시작으로 한국여자프로농구 리그인 WKBL(Women's Korean Basketball League)을 주관하고 있다.
1년에 두 차례씩 여름과 겨울에 리그를 개최하다가 겨울 단일리그로 바꾸었으며, 퓨처스리그도 운영한다. 비시즌 여름에는 박신자컵 서머리그를 개최한다.
2006년 12월 20일 인터넷 생중계를 위한 자체 방송국으로 WKBL TV를 개관했다.
2013-14~2015-16 대회, 2016-17~2018-19 대회까지 KBS N과 방송권 계약을 체결하였다.

## 주요 사업
- 농구경기의 주최
- 농구의 국제교류사업
- 농구기술에 관한 조사연구
- 선수, 지도자 및 심판, 경기원의 양성과 자격인정
- 연맹 농구관계자의 복지후생사업
- 농구에 관한 출판물의 발간 등

## 역대 총재
| 대수     | 이름   | 임기                         | 비고     |
| -------- | ------ | ---------------------------- | -------- |
| 1대      | 이성구 | 1997년 12월 ~ 1999년 11월    | 빈칸     |
| 2대      | 김원길 | 1999년 12월 ~ 2003년 1월     | 빈칸     |
| 3대      | 김원길 | 2003년 2월 ~ 2007년 2월      | 빈칸     |
| 4대      | 김원길 | 2007년 3월 ~ 2011년 5월      | 빈칸     |
| 5대      | 김원길 | 2011년 6월 ~ 2012년 6월      | 빈칸     |
| 6대      | 최경환 | 2012년 7월 ~ 2014년 6월      | 빈칸     |
| 직무대행 | 신선우 | 2014년 7월 ~ 2015년 6월      | 사무총장 |
| 7대      | 신선우 | 2015년 7월 ~ 2018년 6월 30일 | 빈칸     |
| 8대      | 이병완 | 2018년 7월 2일 ~ 현재        | 빈칸     |

## 참고 문헌
- 조동표, 권영채 (2006년 12월 28일). 《96년만의 덩크슛 : 한국여자농구 100년사》. 서울: 중앙일보시사미디어. ISBN 8992390017.

## 같이 보기
- 대한민국농구협회
- 한국여자프로농구
- 한국농구연맹
- 한국실업농구연맹
- 한국대학농구연맹
- 한국중고등학교농구연맹
- 한국초등농구연맹